# Peter Jansz. van Cooten

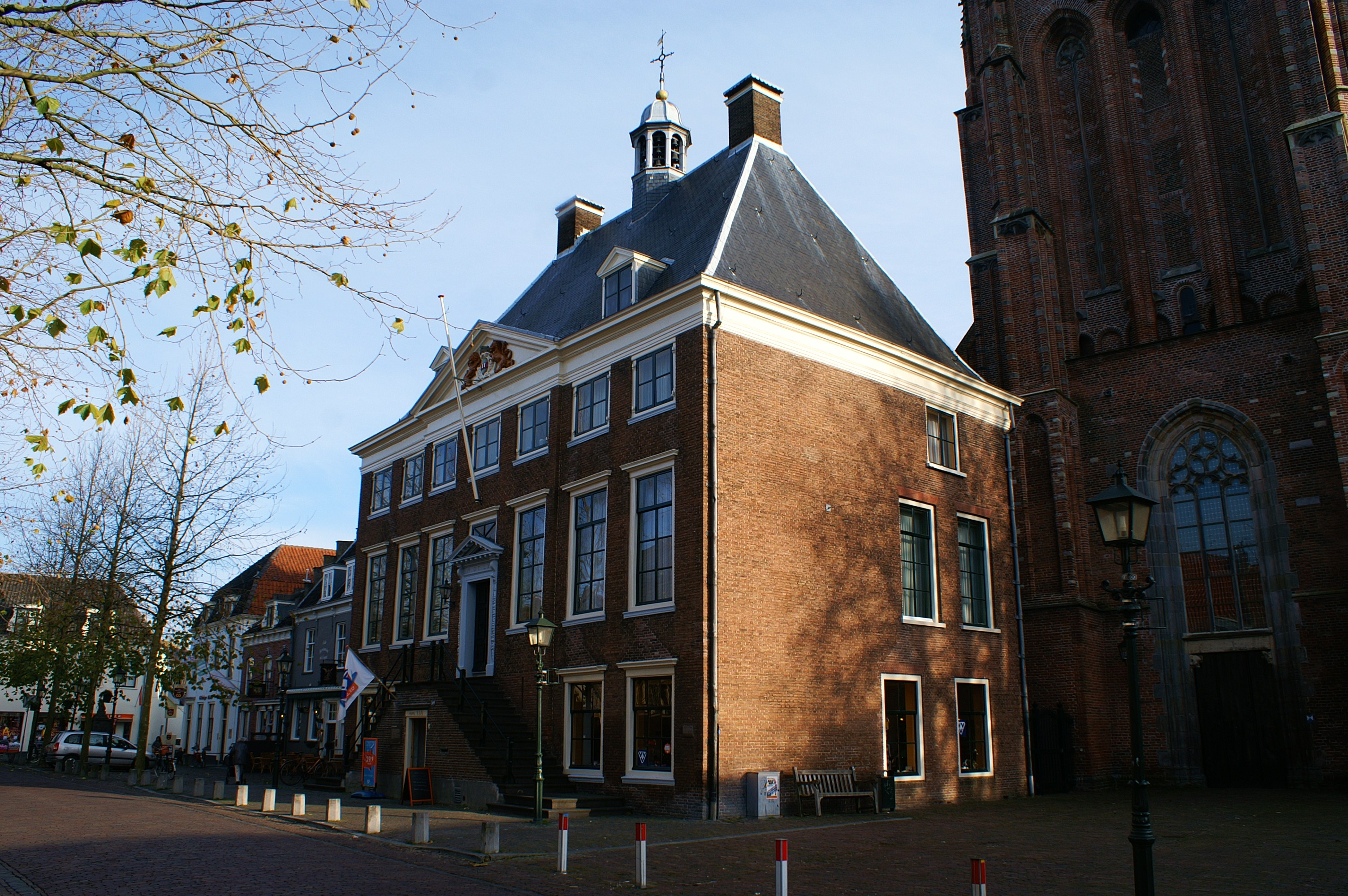
Stadhuis van Wijk bij Duurstede.

Peter Janszoon van Cooten († Utrecht 9 juni 1663) was een bouwmeester die in het huidige Nederland actief was.
Hij werkte veelvuldig samen met zijn collega Ghijsbert Theunisz. van Vianen. Beiden waren in 1654 deken van het steenbikkersgilde te Utrecht. Uit de huidige provincie Utrecht zijn diverse ontwerpen bekend. 

## Bekende werken
- Nederlands Hervormde Kerk, Kerkstraat 3 in Renswoude, met Ghijsbert Theunisz. van Vianen, circa 1640
- Achter Sint Pieter 200, Utrecht, met Ghijsbert Theunisz. van Vianen, circa 1650
- Ambachtstraat 5 (toegeschreven), Utrecht, met Ghijsbert Theunisz. van Vianen, circa 1650
- Muntstraat 4, Utrecht, met Ghijsbert Theunisz. van Vianen, circa 1650
- Huis De Wiers, Nieuwegein, met Ghijsbert Theunisz. van Vianen, circa 1653
- Kasteel Renswoude, Renswoude, met Ghijsbert Theunisz. van Vianen, circa 1654
- Janskerkhof 15, 15a, 16, Utrecht, met Ghijsbert Theunisz. van Vianen, circa 1660
- Martenshuis, Janskerkhof 16, met Ghijsbert Theunisz. van Vianen, 1661-1663